# Цмины
Цми́ны (укр. Цміни) — село в Маневичской поселковой общине Камень-Каширского района Волынской области Украины.
До 2020 года входило в Маневичский район.
Код КОАТУУ — 0723687601. Население по переписи 2024 года составляет 927 человек. Почтовый индекс — 44632. Телефонный код — 3376. Занимает площадь 1,64 км².